# Hermaeidae
Famille
Les Hermaeidae sont une famille de limaces de mer de l'ordre des Sacoglossa.

## Liste des genres
Selon World Register of Marine Species (4 août 2015) :
- genre Aplysiopsis Deshayes, 1853 -- 9 espèces
- genre Hermaea Lovén, 1844 -- 16 espèces